# Dasyscelus planiusculus
Dasyscelus planiusculus är en insektsart som beskrevs av Brunner von Wattenwyl 1895. Dasyscelus planiusculus ingår i släktet Dasyscelus och familjen vårtbitare. Inga underarter finns listade i Catalogue of Life.